# Indigofera sparsa
Indigofera sparsa är en ärtväxtart som beskrevs av John Gilbert Baker. Indigofera sparsa ingår i släktet indigosläktet, och familjen ärtväxter. Inga underarter finns listade i Catalogue of Life.